# Karbonylgrupp

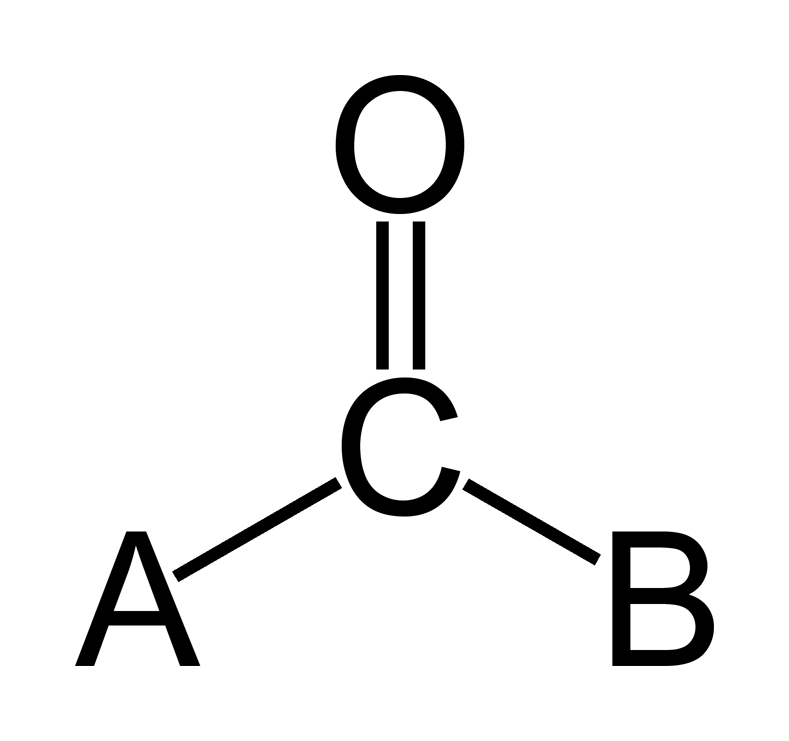

En karbonylgrupp är en funktionell grupp som ingår i många olika organiska ämnesklasser, bland annat ketoner, karboxylsyror, aldehyder och estrar. Karbonylgruppen består av en kolatom som har en dubbelbindning till en syreatom. Bindningen i karbonylgruppen är polär. Då bildas resonans och ena formen är en dubbelbindning och den andra innehåller en jonbindning.
Typiska reaktioner är addition av vätgas, vätecyanid och metallorganiska reagens samt kondensationer av aminer. 
| Ämne          | Aldehyd | Keton | Karboxylsyra | Ester  | Amid    | Enon               | Syraklorid | Karboxylanhydrid     |
| Struktur      | Aldehyd | Keton | Karboxylsyra | Ester  | Amid    | Enon               | Acylklorid | Karboxylsyraanhydrid |
| Allmän formel | RCHO    | RCOR' | RCOOH        | RCOOR' | RCONHR' | RC(O)C(R')CR''R''' | RCOCl      | (RCO)2O              |